# Bộ Tẩu (走)
Bộ Tẩu, bộ thứ 156 có nghĩa là "chạy" là 1 trong 20 bộ có 7 nét trong số 214 bộ thủ Khang Hy.
Trong Từ điển Khang Hy có 285 chữ (trong số 49.030) được tìm thấy chứa bộ này.

## Tự hình Bộ Tẩu (走)

Giáp cốt văn
Kim văn
Tiểu triện

## Chữ thuộc Bộ Tẩu (走)
| Số nét bổ sung | Chữ                                                                              |
| -------------- | -------------------------------------------------------------------------------- |
| 0              | 走/tẩu/ 赱/tẩu/                                                                  |
| 2              | 赲 赴/phó/ 赵/triệu/                                                             |
| 3              | 赳/củ/ 赶/cản/ 起/khởi/ 赸/sán/                                                  |
| 4              | 赹 赺 赻/tiên/ 赼/tư/ 赽 赾 赿/khích/                                            |
| 5              | 趀 趁/sấn/ 趂/sấn/ 趃/điệt/ 趄/thiết/ 超/siêu/ 趆 趇 趈/trạm/ 趉 越/việt/ 趋/xu/ |
| 6              | 趌 趍/tri/ 趎/trù/ 趏/hoạt/ 趐/sí/ 趑/tư/ 趒/điều/ 趓/đóa/ 趔/liệt/              |
| 7              | 趕/cản/ 趖/toa/ 趗/xúc/ 趘 趙/triệu/ 趚                                          |
| 8              | 趛 趜 趝 趞 趟 趠 趡 趢 趣 趤 趥 趦 趧                                           |
| 10             | 趨/xu/                                                                           |
| 12             | 趩 趪/hoàng/ 趫/kiều/ 趬/khiêu/ 趭/tiếu/                                         |
| 13             | 趮/táo/                                                                          |
| 14             | 趯/dược/ 趰                                                                      |
| 16             | 趱/toản/                                                                         |
| 19             | 趲/toản/                                                                         |